# بال غربی

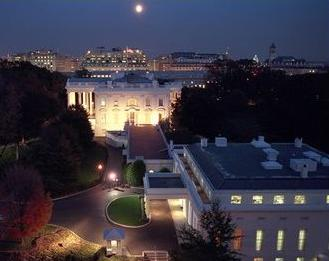
بال غربی از بالا در شب.

مجموعه کاخ سفید.

بال غربی کاخ سفید، یا ساختمان دفتر اجرایی، دفاتر رئیس‌جمهور ایالات متحده آمریکا را در خود جای داده است. بال غربی در برگیرندهٔ دفتر بیضی، اتاق کابینه، اتاق وضعیت، و اتاق روزولت است.
سه طبقهٔ بال غربی در برگیرندهٔ دفاتر رئیس ستاد کارکنان کاخ سفید،  مشاور حقوقی رئیس جمهور،  مشاور ارشد رئیس جمهور  , دبیر مطبوعاتی کاخ سفید، و کارکنان حمایتی آنان است. معاون رئیس‌جمهور ایالات متحده آمریکا دفتری در این ساختمان دارد ولی دفتر اصلی آن در ساختمان همسایهٔ آن ساختمان دفتر اجرایی آیزنهاور است.
اتاقی که کنفرانس‌های مطبوعاتی سخنگوی کاخ سفید برگزار می‌شود در این ساختمان قرار دارد.

## نگارخانه

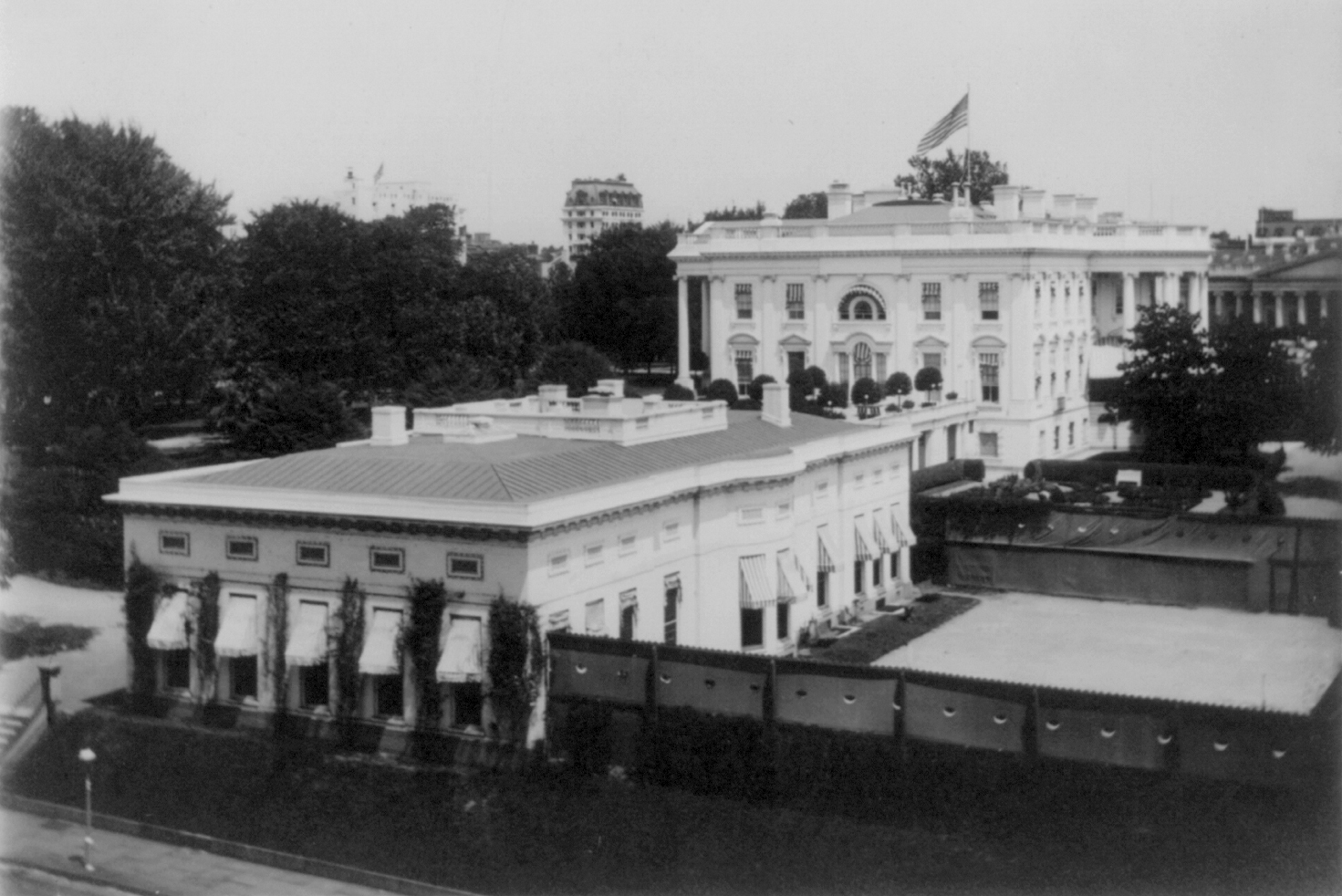
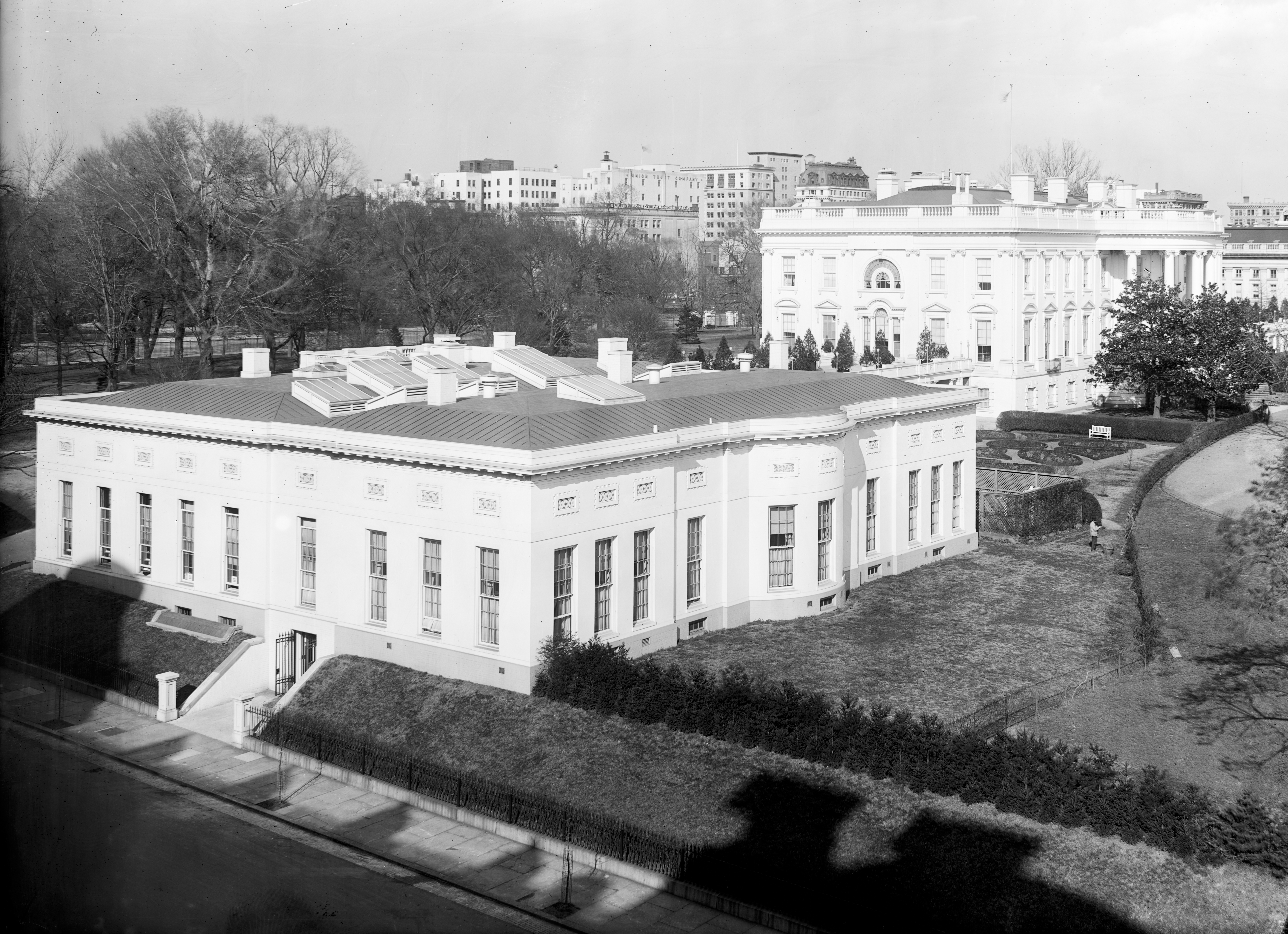
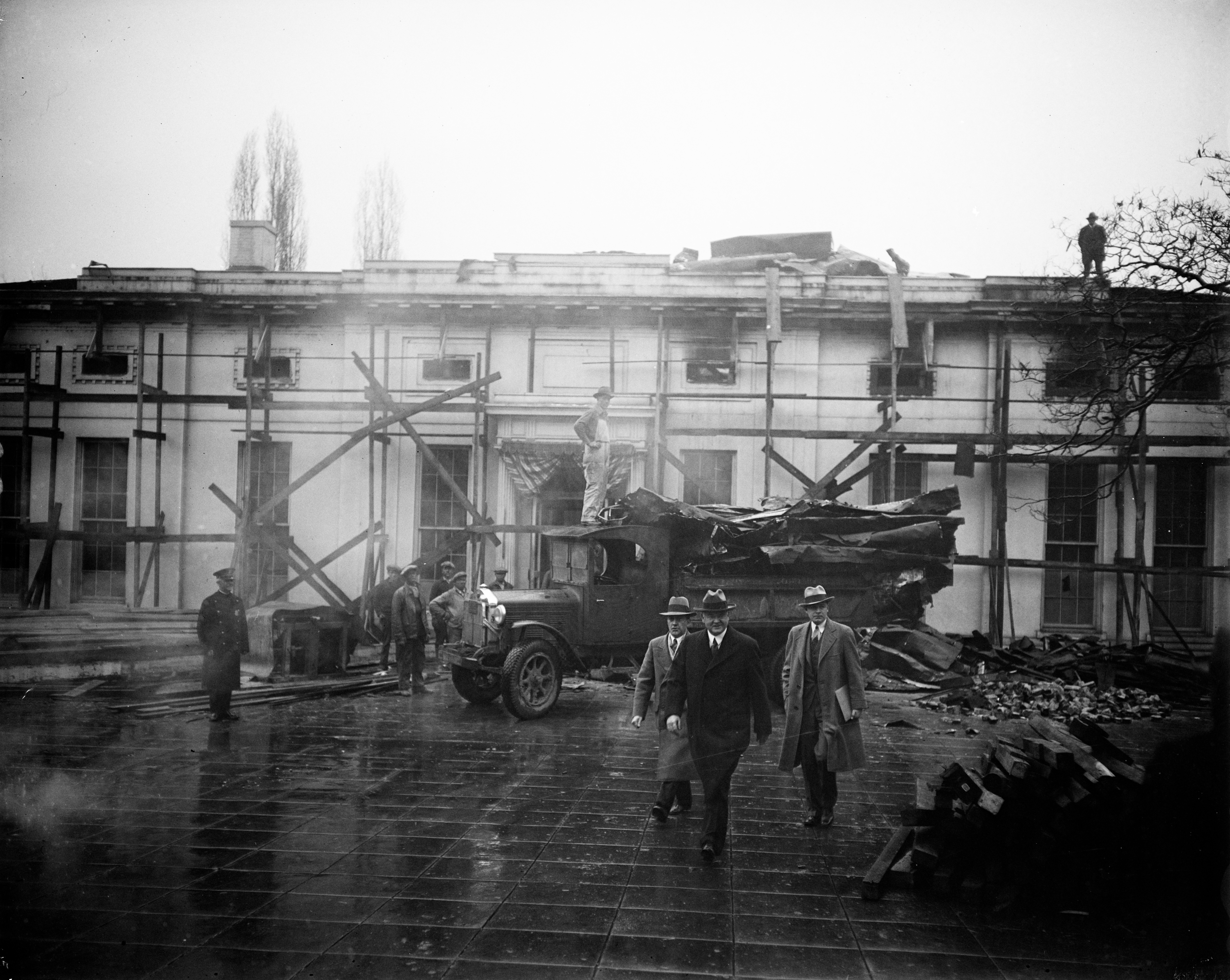
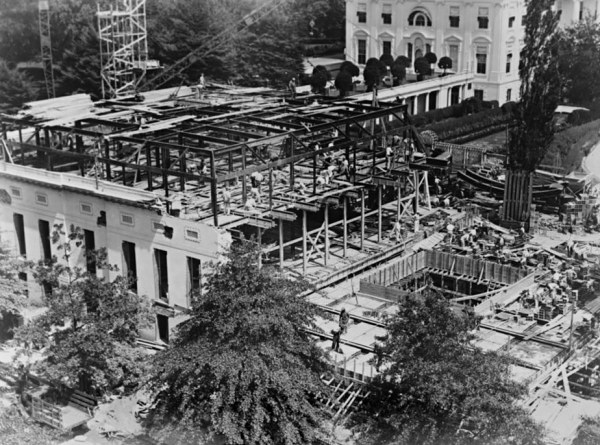
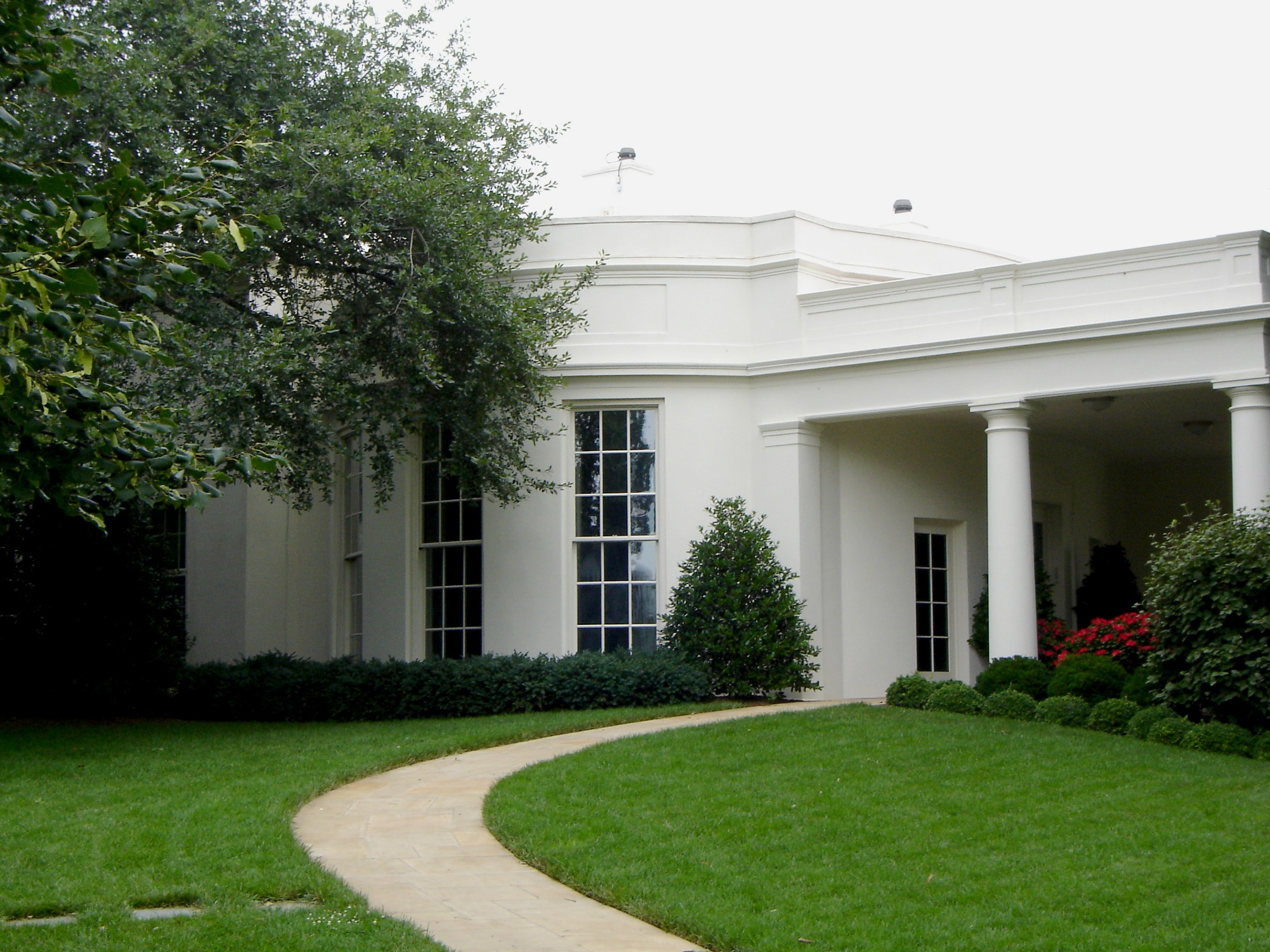